# Arles-sur-Tech
Arles-sur-Tech (en catalán Arles y antiguamente Arles de Tec) es una localidad francesa situada en el departamento de los Pirineos Orientales, en la región de Occitania, perteneciente a la comarca histórica del Vallespir. Según datos de 2010 su población era de 2.728 habitantes.

## Geografía

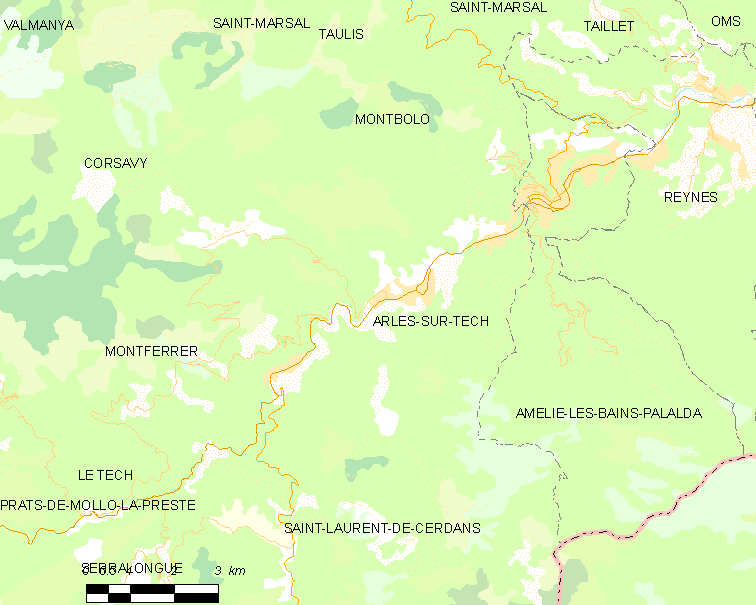
Situación de Arles-sur-Tech

## Historia
La villa tiene su origen en el antiguo monasterio de Santa María de Arlés. El cenobio se fundó primero sobre unos antiguos baños romanos pero a finales del siglo XI, el abad Sunifred, ordenó el traslado hasta su emplazamiento en Arlés. Este monasterio fue el primero que se construyó en la Corona de Aragón  después de la ocupación por parte de los sarracenos. Recibió la protección de diversos condados, como el de Cerdaña o el de Besalú.
En 1078 el conde Bernat II unió este monasterio con el de Moissac, unión que duró cuatro siglos. En 1592 y hasta 1734 quedó vinculado al monasterio de San Andrés de Sureda. Durante la Revolución francesa cesó la actividad monástica.

## Gobierno y política

### Alcaldes

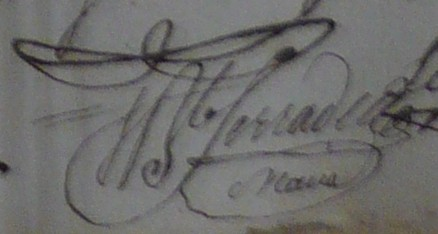
Firma del alcalde Jean-Baptiste Serradell en 1815

| Alcalde                 | Período   |
| ----------------------- | --------- |
| Jean-Baptiste Serradell | 1807-1808 |
| Abdon Desclaus          | 1808-1813 |
| Jean-Baptiste Serradell | 1813-1815 |
| Jean Galangau           | 1815-1827 |
| Dominique Jofre         | 1827-1830 |
| Jean Pujade             | 1830-1832 |
| Etienne Grau            | 1832-1835 |
| Pierre Mouchart         | 1835-1837 |
| Jacques Dubois          | 1837-1839 |
| Jean Serreclare         | 1839-1840 |
| François Comaills       | 1840-1848 |
| Etienne Douffiagues     | 1848-1849 |
| Joseph Boix             | 1849-1850 |
| Bonaventure Desclaux    | 1850-1851 |
| Pierre Mouchart         | 1851-1853 |
| Antoine Dubois          | 1853-1855 |
| François Comaills       | 1855-1859 |
| Abdon Malé              | 1859-1865 |
| Joseph Julia            | 1865-1870 |
| Jean-Baptiste Barjau    | 1870-1871 |
| François Moreau         | 1871-1874 |
| Jérôme Moreau           | 1874-1874 |
| Joseph Julia            | 1874-1876 |
| Jean Arago              | 1876-1878 |
| Jules Boix              | 1878-1878 |
| Joseph Galangau         | 1878-1881 |
| Jean-Baptiste Barjau    | 1881-1888 |
| Venance Paraire         | 1888-1892 |
| Joseph Pallarès         | 1892-1908 |
| Jean Vilar              | 1908-1914 |
| Baptiste Pams           | 1914-1940 |
| Lucien Trenet           | 1941-1942 |
| Pierre Sola             | 1942-1944 |
| Baptiste Pams           | 1944-1967 |
| Paul Lavanga            | 1967-1983 |
| Marcel Charlet          | 1983-1989 |
| Albert Costa            | 1989-2001 |
| René Ala                | 2001-2008 |
| René Bantoure           | 2008-     |

## Demografía
| 2604 | 2760 | 2945 | 2889 | 2837 | 2700 |
| Para los censos de 1962 a 1999 la población legal corresponde a la población sin duplicidades (Fuente: INSEE [Consultar]) |      |      |      |      |      |

## Cultura

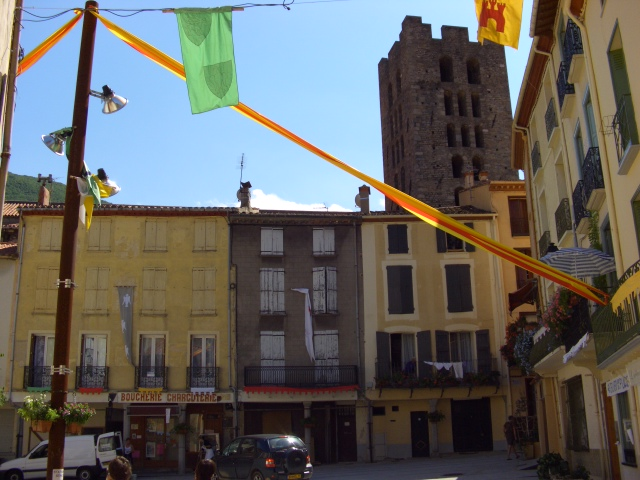
Plaza en Arlés con el monasterio de fondo.

La iglesia parroquial corresponde desde la Revolución francesa al templo del antiguo monasterio. La antigua era la iglesia de San Salvador, con un estilo arquitectónico poco definido. Es de nave única dividida en cuatro tramos. Dispone de seis capillas laterales, tres a cada lado, y su coro es rectangular. El campanario es románico y fue construido en el siglo XII. 
Otra antigua parroquia aún conservada es la iglesia de San Esteban, consagrada en 993 y que aparece citada en documentos de 1157 como Sancti Stephani de Arulis. Durante la Revolución francesa se la consideró Bien Nacional y todas sus pertenencias se distribuyeron entre la iglesia de Santa María y la de san Salvador. Actualmente se encuentra integrada dentro de dos casas particulares por lo que no se puede visitar.
La alcaldía está situada en el edificio conocido como les Indis. Fue construido a principios del siglo XX por Jospeh-Pierre Monin, propietario de unas minas. El estilo arquitectónico es el de la Belle Époque, muy popular a finales del siglo XIX.
En las afueras de la ciudad se encuentra la antigua capilla de Sant Pere de Riuferrer. Fue fundada por el abad Castellà en el año 800 y hasta la Revolución francesa dependió del monasterio de Santa María. El edificio actual corresponde a una reconstrucción realizada en 1159. Se trata de un edificio románico de una sola nave con ábside semicircular. La portalada es de granito esculpido. También puede verse la iglesia de Santa Creu de Quercorb, una antigua capilla prerrománica con un ábside central. El arco triunfal de su interior fue restaurado y modificado en el periodo románico.
Celebra su fiesta mayor el 30 de julio. En septiembre tiene lugar una feria medieval, mes en el que también se celebra el salón del caballo. El Viernes Santo tiene lugar la Processó de la Sanch.
Esta ciudad está hermanada con la ciudad catalana de Cubellas, último municipio del Sur de la provincia de Barcelona.